# ريد ديفيس
ريد ديفيس (بالإنجليزية: Red Davis)‏ (22 أبريل 1932 - ) هو لاعب كرة سلة أمريكي في مركز الوسط.

## وصلات خارجية
- ريد ديفيس على موقع إن بي أي (الإنجليزية)
- ريد ديفيس على موقع سبورتس رفرنس (الإنجليزية)
- ريد ديفيس على موقع كلية كرة السلة في سبورتس رفرنس.كوم (الإنجليزية)
- ريد ديفيس على موقع ريلجم (الإنجليزية)
- ريد ديفيس على موقع بروبوليرز (الإنجليزية)